# マーフリーズボロ (テネシー州)
マーフリーズボロ（英: Murfreesboro）は、アメリカ合衆国テネシー州の都市。ラザフォード郡の郡庁所在地である。人口は15万2769人（2020年）で増加している。ナッシュビル都市圏に属しているが、56キロメートル離れているため、独自の都市圏を形成しており、「エッジシティ」と考えることができる。
ダウンタウンの東側にミドルテネシー州立大学のメインキャンパスがある。学生数は2022年の統計で20,488人だった。
民間調査会社NICHEの2025年の格付けは"A-"であり、居住環境は良好と評価した。

## 歴史
1811年、テネシー州議会がラザフォード郡の郡庁所在地を設立した。その町は当初、テネシー州の政治家ニュートン・キャノンに因んで「キャノンズボロ」と名付けられたが、間もなくアメリカ独立戦争の英雄ハーディ・マーフリー大佐に因んで「マーフリーズボロ」と改名された。マーフリーは著作家メアリー・ノアイユ・マーフリーの曾祖父にあたる。
テネシー州が西方に拡大するに連れて、それまでの州都ノックスビルは州の西端から移動するには遠すぎて重荷になることが明らかになり、1818年にマーフリーズボロが州都になった。しかし、1826年には州都がナッシュビルに移された。

### 南北戦争
1862年12月31日、ストーンズリバーの戦い、又の名をマーフリーズボロの戦いが、マーフリーズボロ近くで、北軍カンバーランド軍と南軍テネシー軍との間で戦われた。この戦闘は南北戦争の中でも大きな戦闘になった。12月31日から1863年1月2日までに23,515人の死傷者が出た。損失率の高さではこの戦争の中で最も流血の多い戦闘となった。
ケンタッキー州中部でのペリービルの戦い（1862年10月8日）の後に南軍が後退し、東テネシーを通ってから北西に転じてマーフリーズボロを守った。南軍ブラクストン・ブラッグ将軍配下の熟練した騎兵隊が北軍ローズクランズ将軍の軍隊に擾乱攻撃を掛けて成功し、その動きを止めて補給部隊を捕獲・破壊していたが、ローズクランズ軍に補給物資や援軍が到着することを完全に止めるまでには到らなかった。マーフリーズボロの戦いは損失が大きかったが戦術的には引き分けであり、現在は北軍の勝利と考えられている。戦闘が終わったとき、ブラッグ将軍は36マイル (58 km) 南のタラホーマまで撤退した。ローズクランズ将軍は6か月後の1863年6月に補給線が整うまで南軍を追撃しようとはしなかった。この戦闘の後、チャタヌーガからアトランタの戦いへと繋がり、ウィリアム・シャーマン将軍による海への進軍によって南軍にとっては東部戦線と西部戦線が分断されることになったので戦略的には重大な意味を持っていた。ストーンズリバー国定戦場は現在歴史史跡に指定されている。
ローズクランズ将軍がさらに南に進軍するには補給線の確保が重要事だった。マーフリーズボロは北軍の補給基地とされた。マーフリーズボロの戦いから間もなく、カンバーランド軍の工兵隊長ジェイムズ・セントクレア・モートンが町の北西2マイル (3 km) の地点でローズクランズ要塞建設の任にあたった。この要塞は広さが225エーカー (0.9 m²) 以上あり、この戦争中に建設されたものでは最大の要塞だった。この要塞に大量の物資が保管された。要塞には8つの三角堡、4つの方形堡があり、これらを繋ぐ擁壁があった。ナッシュビル・チャタヌーガ鉄道とストーンズ川西支流が砦の中を通っていた。この2つの経路で追加物資の搬入が可能だった。要塞の中は、製材所、倉庫、兵站保管庫、弾薬庫など大きな兵站資源センターがあり、作戦展開と要塞の防御にあたる2,000名の兵士のための宿舎があった。この要塞の建設が急がれて6月に完成すると、ローズクランズ将軍はホレイショ・P・ヴァンクレーブ准将を守備隊に残して南に進発した。この要塞が南軍に襲撃されることはなかった。これは北軍がマーフリーズボロの町の中央にある郡庁舎に大砲を向けて、いわば町が人質になっていたことも原因だった。工作物のかなりの部分が現在も残っており、戦場跡史跡の中に組み込まれている。

### 南北戦争後
マーフリーズボロの町は主に農業社会として始まったが、1853年までに幾つかのカレッジや専門学校ができて、「テネシー州のアテネ」という渾名が付くまでになった。南北戦争の後遺症はあったものの、1900年代初期には南部の大半とは対照的に成長の勢いを取り戻した。1911年、テネシー州が2年制の教師を育てる中部テネシー師範学校を創設した。その後テネシー女子カレッジとの合併もあった。1925年には4年制大学に拡大された。第二次世界大戦後に拡大を続けて、1965年にはミドルテネシー州立大学となった。現在は州内で最大の学生数を誇っている。
第二次世界大戦の結果、マーフリーズボロは農業に基づく経済から分かれて、製造業や教育産業のある多様な経済に変わっていった。終戦後安定した経済が続くだけ着実に成長を続けた。1990年の人口44,922人から2010年の人口100.575人では成長率123.9％となった。

## 2009年竜巻
2009年4月10日午後12時半頃、改良藤田スケールEF4の竜巻がマーフリーズボロ市西部と北部の縁を襲った。この結果、2人が死亡し、41人が負傷、845戸の家屋が損傷を受け、全壊117戸、半壊292戸、一部損壊175戸、さらに255戸が何らかの被害を受けた。この竜巻ではアメリカ国立気象局の記録でほぼ半時間継続し、被害総額は4,000万ドルを超えたと推計されている。

## 地理

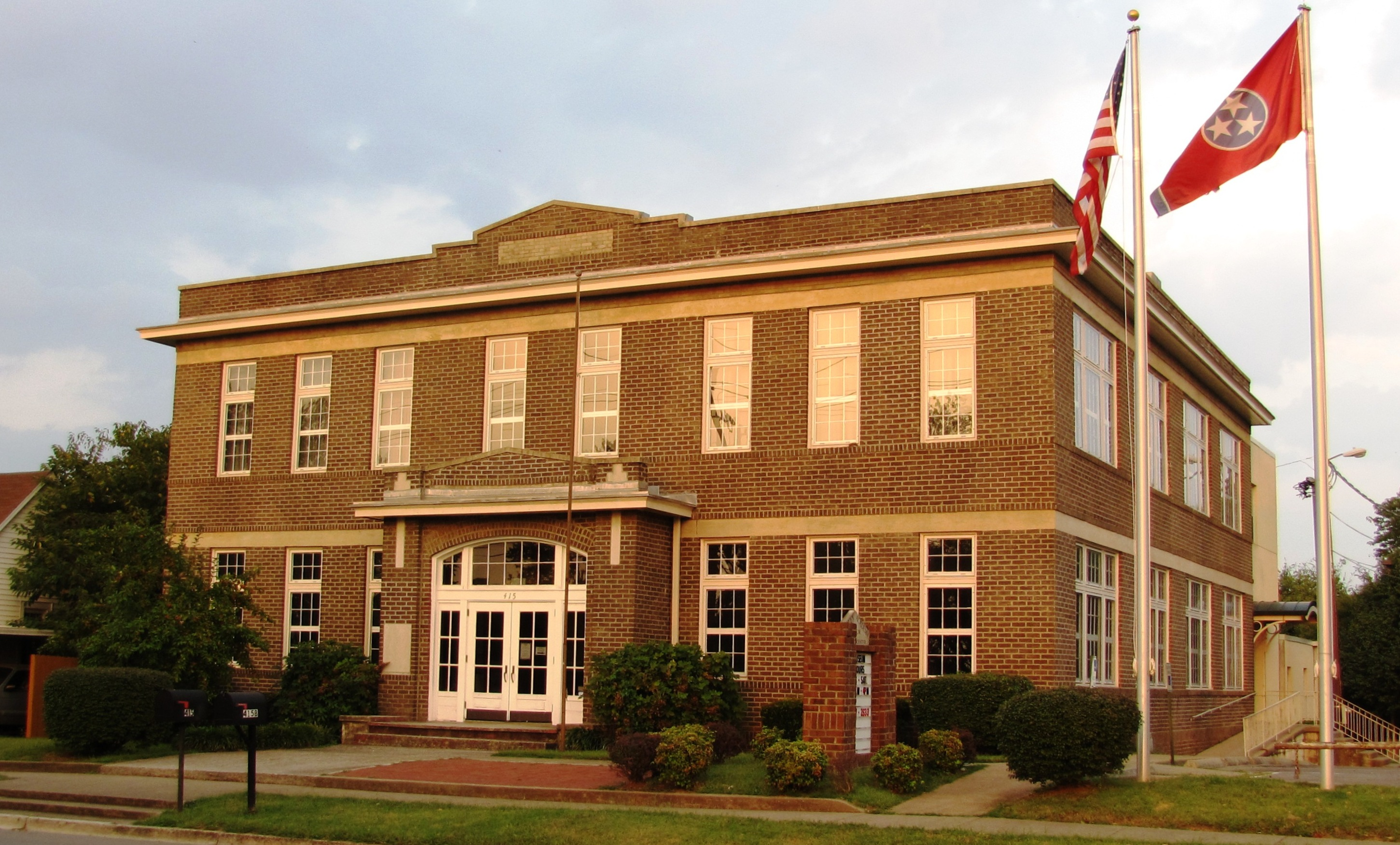
ブラドリー・アカデミー博物館

マーフリーズボロは、テネシー州の地理重心にある。座標は北緯35度50分46秒 西経86度23分31秒 / 北緯35.84611度 西経86.39194度。
ストーンズ川西支流が市内を流れている。歩道のグリーンウェイがこの川に並行して数キロメートル続いている。ミドルテネシー州立大学の北約800メートルの位置にオールド・ラスカサス・パイクの公式サイトを示す石標がある。
アメリカ合衆国国勢調査局に拠れば、市域全面積は39.2平方マイル (101.5 km2)、このうち陸地は39.0平方マイル (101.0 km2)、水面は0.2平方マイル (0.5 km2)で水域率は0.54％である。

## 交通
マーフリーズボロに行くにはナッシュビル国際空港（空港コード BNA）、スミルナ空港（MQY)およびマーフリーズボロ市営空港（MBT)を利用できる。市内を通る高規格道路としては州間高速道路24号線、アメリカ国道42号線、同231号線があり、州道では1号線、2号線、10号線、96号線、99号線、268号線および840号線がある。

### 公共輸送機関
市は新しい交通機関として9つのバス路線を運行させている。バスは16人乗りで、車椅子用スペースが2つある。「ローバー」と呼ばれるこのバスは明るい緑色に塗られ、側面には「ローバー」の文字と漫画の犬が描かれている。
このバス運行システムは2007年4月から運営されており、メモリアル・ブールバード、北西ブロード通り、オールドフォート・パークウェイ、サウスチャーチ通り、マーキュリー・ブールバードおよびハイランド・アベニューの6本の通りを走っている。
片道運賃は成人1ドル、6歳から16歳の子供と65歳以上の高齢者50セントであり、6歳以下の子供は無料である。月曜日から金曜日の朝6時から夕6時まで走っている。

## 人口動態
以下は2000年国勢調査による人口統計データである。
| 基礎データ - 人口: 68,816人 - 世帯数: 26,511世帯 - 家族数: 15,747家族 - 人口密度: 681.4人/km2（1764.9人/mi2） - 住居数: 28,815軒 - 住居密度: 285.3軒/km2（739.0軒/mi2） 人種別人口構成 - 白人: 79.85% - アフリカン・アメリカン: 13.89% - ネイティブ・アメリカン: 0.28% - アジア人: 2.69% - 太平洋諸島系: 0.03% - その他の人種: 1.88% - 混血: 1.38% - ヒスパニック・ラテン系: 3.53% 年齢別人口構成 - 18歳未満: 22.7% - 18-24歳: 20.5% - 25-44歳: 30.8% - 45-64歳: 17.3% - 65歳以上: 8.8% - 年齢の中央値: 29歳 - 性比（女性100人あたり男性の人口） - 総人口: 98.7 - 18歳以上: 97.2 | 世帯と家族（対世帯数） - 18歳未満の子供がいる: 30.7% - 結婚・同居している夫婦: 43.8% - 未婚・離婚・死別女性が世帯主: 11.9% - 非家族世帯: 40.6% - 単身世帯: 28.3% - 65歳以上の老人1人暮らし: 7.0% - 平均構成人数 - 世帯: 2.42人 - 家族: 3.02人 収入と家計（2007年推計） - 収入の中央値 - 世帯: 39,705 米ドル - 家族: 52,654米ドル - 性別 - 男性: 36,078米ドル - 女性: 26,531米ドル - 人口1人あたり収入: 20,219米ドル - 貧困線以下 - 対人口: 14.1% - 対家族数: 8.2% - 18歳以下: 12.0% - 65歳以上: 11.1% |

## 公園
- キャノンズバーグ・ビレッジ、世界最大の杉材樽がある
- オールドフォート・パーク、面積50エーカー (200,000 m²)、野球場、テニスコート、幼児遊技場、18ホールゴルフコース、ピクニック休憩所、自転車道がある
- バーフィールド・クレセント公園、面積430エーカー (1.72 km²)、野球場8面、7マイル (11 km) の自転車とランニングの道、18ホール・ディスクゴルフコース、10か所ピクニック休憩所がある

## 文化

### 音楽
市内では、ミドルテネシー州立大学の音楽学部が行うメインストリート・ジャズフェストなど毎年の音楽行事がある。30年間以上にわたって、「アンクル・デイブ・メイコンの日」がアンクル・デイブ・メイコンの音楽伝統を祝ってきた。これは毎年7月に開催され、オールドタイム音楽やダンスの全国的な競技会がある。
ミドルテネシー州立大学に音楽課程があることで、トニー・ダンザ・タップダンス・イクストラバガンザ、ア・プリー・フォー・パージング、セルフ、フルーイド・オンシーズ、ザ・カティーズ、カウント・バスD、デストロイ・デストロイ・デストロイ、ザ・フィーチャーズおよびプロなど多くのバンドや歌手を育ててきた。

### 芸術
市内のザ・スクエアに近く、芸術センターがあり、様々な展示会、演劇、コンサート、ダンス、および奇術ショーが行われている。マーフリーズボロ小劇場では1962年以来様々な形態の演劇を公演してきた。芸術と人間性を通じた青年活性化やマーフリーズボロ青年オーケストラなど新しい組織が音楽や芸術に根ざしたプログラムを若者に提供している。

### 博物館
マーフリー・スプリング発見センター には双方向型展示室があり、生徒の見学に人気がある。
ブラドリー・アカデミー博物館には、ラザフォード郡初の学校に関する収集品や展示物がある。この学校は後に改修されてマーフリーズボロでは唯一のアフリカ系アメリカ人学校になったが、1955年に閉鎖された。
キャノンズバーグ・開拓ビレッジは、1830年代から1930年代に開拓村がどのようなものであったかを再生している。見学者は製粉所、校舎、リーマンハウス、車掌車、結婚式用礼拝堂、さらには診療所などを見ることができる。
ストーンズ川国定戦場跡、博物館と戦場跡があり、南北戦争中の1862年12月31日から1863年1月3日まで行われたストーンズリバーの戦いについて説明がある。
オークランズ歴史的家屋博物館、ストーンズリバーの戦いにも関わった19世紀の家屋、野球場もある

### ショッピング
市内には大きなショッピングセンターが2か所ある。ストーンズリバー・モールは伝統的な屋内型センターであり、FOREVER21、エアロポスタル、ジャーニーズ、ホットトピック、アガシ、ディラーズ、バックル、ブックス・ア・ミリオン、ジ・オリーブ・ガーデン、TGIフライデイズなどの店舗やレストランがある。アベニュー・マーフリーズボロは屋外型ライフスタイルセンターであり、アメリカン・イーグル・アウトフィッターズ、ホリスター、ベスト・バイ、ベルク、ペトコ、ディックス・スポーティング・グッズ、イクスプレス、ミミズカフェ、マカロニグリルおよびロングホーン・ステーキハウスなどの店舗やレストランがある。歴史あるマーフリーズボロ中心街にも南北戦争前の郡庁舎を囲むように様々な店舗やレストランがある。

## メディア

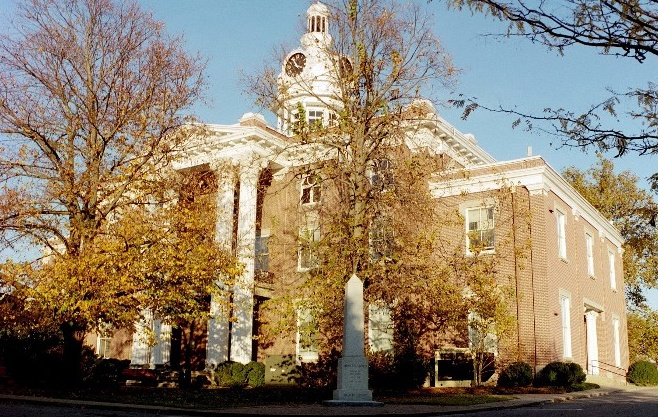
ラザフォード郡庁舎

マーフリーズボロの新聞として次のものがある。
- ザ・デイリー・ニューズ・ジャーナル
- ザ・マーフリーズボロ・ポスト
- ザ・マーフリーズボロ・パルス

ラジオとテレビは各3局ずつある。

## 見どころ
- キャノンズバーグ・開拓ビレッジ
- マーフリー・スプリング発見センター
- テネシー地理センター
- ミドルテネシー州立大学
- オークランズ歴史的家屋博物館
- ストーンズ川グリーンウェイ樹木園
- ストーンズ川国定戦場跡

市内には統合郵便外来薬局がある。復員軍人援護局が発案したものであり、全米の戦略的位置に置かれたコンピュータを使い、退役軍人が郵便で処方箋に従う薬を発注できるようにしたものである。市内ではアルビン・C・ヨーク退役軍人病院の構内にある。

## 経済
2006年11月時点で、マーフリーズボロの主要雇用主企業は以下の通りである。
| 順位 | 雇用主                                      | 従業員数                        |
| ---- | ------------------------------------------- | ------------------------------- |
| 1    | ラザフォード郡                              | 3,350                           |
| 2    | ミドルテネシー州立大学                      | 1,700                           |
| 3    | ステイトファーム・オペレーションズセンター  | 1,450                           |
| 4    | アルビン・C・ヨーク退役軍人管理医療センター | 1,411                           |
| 5    | 中部テネシー医療センター                    | 1,300                           |
| 6    | ベライゾン・無線コールセンター              | 1,083                           |
| 7    | マーフリーズボロ市                          | 827（常勤） 234（パートタイム） |
| 8    | ゼネラルミルズ/ピルズベリー                 | 750                             |
| 9    | ジョンソン・コントロールズ                  | 750                             |
| 10   | MAHLE テネックス                            | 650                             |
| 11   | ルイスブラザーズ・ベイカリーズ              | 525                             |